# Stanley Rous
Sir Stanley Ford Rous, CBE (Watford, 25 de abril de 1895 — Londres, 18 de julho de 1986) foi um árbitro de futebol inglês e administrador, mais conhecido por ter exercido o cargo de presidente da FIFA de 1961 a 1974.

## Carreira
Foi professor de esportes na Watford Boys Grammar School. Ironicamente foi o responsável pelo fato do Rugby assumir o lugar do Futebol como o principal esporte da instituição. Rous jogou futebol como amador na posição de guarda-redes. Tornou-se árbitro da FIFA, apitando num total de 36 partidas internacionais. Foi também um amigo de longa data do futebolista e um dos fundadores da FIFA, Dr. Ivo Schricker (1877-1962).
Começou por apitar jogos da Football League em 1927, a grande maioria em jogos da segunda divisão e da terceira divisão norte e terceira divisão sul, existentes na altura. A sua primeira partida internacional foi um confronto entre Bélgica e Holanda, em Antuérpia, em 13 de Março de 1927. Os belgas venceram este jogo amigável por 2-0.
Em 1934, apitou a final da FA Cup, em Wembley, em que o Manchester City bateu o Portsmouth por 2-1. No dia seguinte, enquanto viajava para a Bélgica para apitar uma partida internacional, retirou-se da arbitragem.
Foi então que adentrou o mundo da cartolagem, sendo secretário da Football Association (FA) inglesa, (1934-1962) e presidente da FIFA (1961-1974). Durante seu mandato como presidente da FIFA, Rous presenciou o único título mundial da Inglaterra, em 1966. Uma característica de sua gestão junto à FIFA foi uma política mais centrada na Europa, sem se preocupar com a pressão do futebol africano por um lugar na Campeonato do Mundo. Essa posição acabou por levar à vitória o brasileiro João Havelange, que tornou-se presidente da FIFA em 1974.
Faleceu em Guildford em 1986, aos 91 anos.
Stanley Rous juntamente com Ottorino Barassi e Sotero Cosme foram o trio formador da comissão organizadora da Copa do Mundo de 1950. No ano seguinte o trio também fez parte do comitê organizador do Torneio Internacional de Clubes Campeões de 1951, que também é conhecido como Copa Rio de 1951.